# دوجو أرجنتينو
دوجو أرجنتينو (بالإنجليزية: dogo argentino). واحد من السلالات الكبيرة للكلاب، كلب أبيض وكبير وقوي، تم تطويره في الأرجنتين بشكل أساسي لصيد الطرائد الكبيرة، بما في ذلك الخنازير البرية.
المربي، أنطونيو نورس مارتينيز، أراد يريد كلبًا يُظهر شجاعة لا تتزعزع ويحمي رفيقه البشري عن طيب خاطر تم تربيته لأول مرة في عام 1928 من كلب قرطبة المقاتل، إلى جانب مجموعة واسعة من السلالات الأخرى، بما في ذلك الكلب الدانماركي الضخم.
إن كلب دوجو أرجنتينو حنون ومخلص مع عائلته، ويتمتع بالتواجد بجانب صاحبه المفضل مع الكثير من الملاطفة والحب. حيث أن كل كلاب دوجو أرجنتينو تعشق الأطفال، كما أنهم يسعون إلى الاهتمام بأصحابهمـ متسامحون بشكل مفرط مع الأطفال.
تم تدريبه لاصطياد الخنازير البرية وغيرها من الفرائس الكبيرة، ويتميز بالنشاط الكبير المصحوب بعدم الخوف، والقوة والقدرة على التحمل

## وصلات خارجية
- تعرف على كلب دوجو أرجنتينو | كلب لا يعرف الخوف صائدالخنازير البرية !؟